# Kristian Kristiansen (arkæolog)
 For alternative betydninger, se Kristian Kristiansen. (Se også artikler, som begynder med Kristian Kristiansen)
Kristian Kristiansen (født 21. august 1948, Hyrup) er en dansk arkæolog, der er kendt for sit arbejde med bronzealderen i Europa og arkæologisk teori. Han er professor ved Göteborgs Universitet.

## Uddannelse og karriere
Kristiansen blev født den 21. august 1948 i Hyrup. Han studerede forhistorisk arkæologi på Aarhus og Københavns Universitet, og fik en ph.d. fra Aarhus Universitet i 1975. Han blev var for Slots- og Kulturstyrelsen fra 1979 til 1994. Efterfølgende blev han professor på Göteborgs Universitet. Han blev tildelt habilitation i 1998.
Kristiansen var med til at grundlægge European Association of Archaeologists i 1994, og han var organisationens første præsident fremt il 1998. Han var også grundlæggende redaktør på European Journal of Archaeology. Han har været gæsteforelæser på Sorbonne, Stanford University, the University of Cambridge and the University of Oxford.

## Hæder
- Ridder af Dannebrog, 1985[1]
- Æresmedlem af Society of Antiquaries of Scotland, 1991[1]
- Medlem af Kungliga Vetenskaps- och Vitterhetssamhället i Göteborg, 1994[1]
- Medlem af Kungliga Vitterhets Historie och Antikvitets Akademien, 2000[3]
- European Archaeological Heritage Prize, 2005[4]
- Society for American Archaeology Book Award, 2007 (for The Rise of Bronze Age Society)[5]
- Æresmedlem af Society of Antiquaries of London, 2009[6]
- British Academy Grahame Clark Medal, 2016[7]
- Erik Westerby-prisen, 2017[8]

## Udvalgt bibliografi
- Kristiansen, Kristian (1998). Europe Before History. Cambridge: Cambridge University Press.
- —; Larsson, Thomas B. (2005). The Rise of Bronze Age Society: Travels, Transmissions and Transformations. Cambridge: Cambridge University Press.